# Wubana reminiscens
Wubana reminiscens är en spindelart som beskrevs av Chamberlin 1948. Wubana reminiscens ingår i släktet Wubana och familjen täckvävarspindlar. Inga underarter finns listade i Catalogue of Life.